# کارول شاو
کارول شاو (متولد ۱۹۵۵) یک طراح سابق بازی‌های ویدیویی است که یکی از اولین طراحان زن در صنعت بازی‌های ویدئویی به‌شمار می‌رود. شاو در سال ۱۹۷۸ در حالی که در شرکت آتاری مشغول به کار بود، بازی منتشر نشده پولو و بازی ایکس او سه بعدی را هر دو برای آتاری ۲۶۰۰ طراحی کرد. عنوان رسمی شغل شاو در آتاری مهندس نرم‌افزار میکروپروسسور بود. بعدها او به اکتیویژن پیوست، جایی که شناخته شده‌ترین بازی خود را به نام یورش رودخانه ای را برنامه‌نویسی کرد. با توجه به کتاب راهنمای بازی یورش رودخانه ای، او همچنین یک «محقق در زمینه علوم کامپیوتر» می‌باشد.

## سنین جوانی و تحصیل
شاو در سال ۱۹۵۵ متولد شده و در پالو آلتو کالیفرنیا بزرگ شده‌است. پدرش یک مهندس مکانیک بود و در مرکز شتاب‌دهنده خطی استنفورد کار می‌کرد. کارول به عنوان یک کودک از فعالیت‌های دخترانه کلیشه ای مانند بازی با عروسک‌ها لذت نمی‌برد. در عوض، او با اسباب بازی قطار و راه‌آهن برادرش بازی می‌کرد. او برای اولین بار وقتی در دبیرستان از رایانه استفاده کرد و متوجه شد که می‌تواند بازی‌های مبتنی بر متن را بر روی سیستم اجرا کند به رایانه علاقه‌مند شد. شاو در دانشگاه کالیفرنیا برکلی تحصیل کرد و با مدرک کارشناسی مهندسی برق و علوم کامپیوتری در سال ۱۹۷۷ فارغ‌التحصیل شد. او سپس مدرک کارشناسی ارشد خود را نیز در رشتهٔ علوم کامپیوتر در دانشگاه برکلی گرفت.

## آتاری
شاو در سال ۱۹۷۸ در آتاری برای کار بر روی آتاری VCS (که بعداً آتاری ۲۶۰۰ نامیده شد) استخدام شد. او آنجا بازی ایکس او سه بعدی (سال ۱۹۷۸)، بازی ویدیو چکرز (سال ۱۹۸۰) و با همراهی نیک ترنر، بازی Super Breakout (سال ۱۹۸۱) برنامه‌نویسی کرد. همکار او مایک آلباو بعدها او را از جمله «ستاره‌های کمتر تبلیغ شده» ی آتاری خواند.

## اکتیویژن
او آتاری را در سال ۱۹۸۰ ترک کرد تا برای تندم کامپیوترز کار کند. شاو در سال ۱۹۸۲ به اکتیویژن پیوست. اولین بازی او یعنی یورش رودخانه ای برای آتاری ۲۶۰۰ بود، که الهام گرفته از بازی اسکرامبل بود. این بازی یک موفقیت بزرگ برای اکتیویژن بود و برای خود شاو نیز سودآور بود.

## پس از بازی‌ها
از سال ۱۹۸۴ تا سال ۹۰، شاو دوباره در محل کار قبلی اش، تندم کامپیوترز مشغول شد. او در سال ۱۹۹۰ بازنشستگی زود هنگام گرفت و پس از آن کارهای داوطلبانه ای را از جمله در مؤسسه فورسایت انجام داد. او موفقیت بازی یورش رودخانه ای را عامل مهم بازنشستگی زود هنگامش می‌داند.
شاو در کالیفرنیا زندگی می‌کند و از سال ۱۹۸۳، با رالف مرکل، محقق در رمزنگاری و فناوری نانو، ازدواج کرده‌است.
در سال ۲۰۱۷، شاو برنده جایزه آیکن صنعت در جوایز بازی شد.